# Kana Osafune
Kana Osafune (長船 加奈 Osafune Kana?,  nacido el 16 de octubre de 1989 en Osaka) es una futbolista japonesa que jugaba como defensa.
Osafune jugó 15 veces y marcó 2 goles para la selección femenina de fútbol de Japón entre 2010 y 2015. Osafune fue elegida para integrar la selección nacional de Japón para los Fútbol en los Juegos Asiáticos de 2010.

## Trayectoria

### Clubes
| Club             | País  | Año         |
| ---------------- | ----- | ----------- |
| TEPCO Mareeze    | Japón | 2008 - 2011 |
| Nippon TV Beleza | Japón | 2011        |
| Vegalta Sendai   | Japón | 2012 - 2014 |
| Urawa Reds       | Japón | 2015 -      |

### Selección nacional
| Selección | País  | Año         |
| --------- | ----- | ----------- |
| Absoluta  | Japón | 2010 - 2015 |

## Estadística de equipo nacional
| Selección femenina de fútbol de Japón | Selección femenina de fútbol de Japón | Selección femenina de fútbol de Japón |
| Año                                   | Partidos                              | Goles                                 |
| ------------------------------------- | ------------------------------------- | ------------------------------------- |
| 2010                                  | 3                                     | 0                                     |
| 2011                                  | 0                                     | 0                                     |
| 2012                                  | 1                                     | 0                                     |
| 2013                                  | 4                                     | 0                                     |
| 2014                                  | 6                                     | 2                                     |
| 2015                                  | 1                                     | 0                                     |
| Total                                 | 15                                    | 2                                     |